# Dōgo Onsen

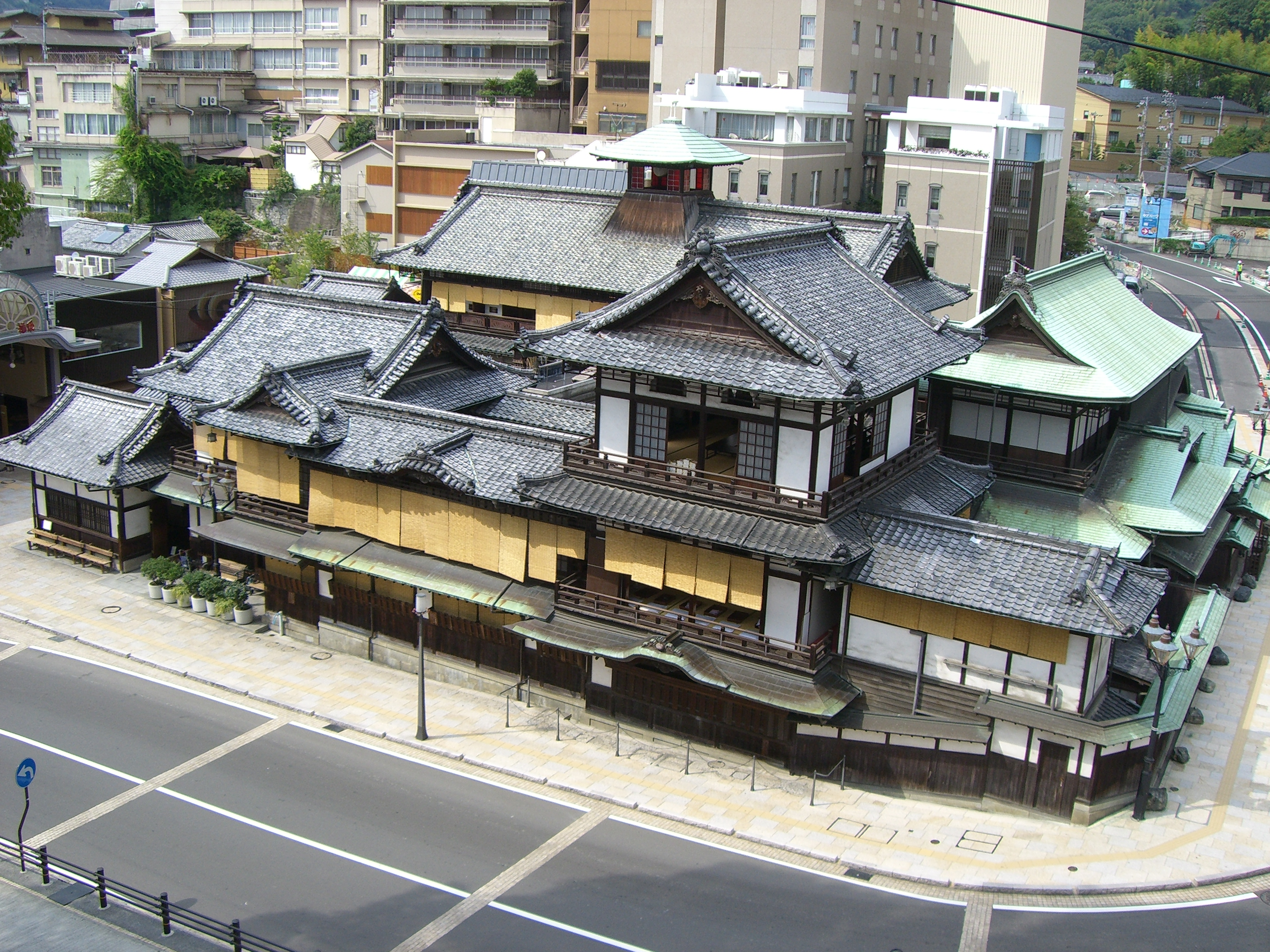
Hauptgebäude der Thermalquelle

Dōgo Onsen ist ein Stadtteil von Matsuyama, Präfektur Ehime, auf der Insel Shikoku in Japan. Dank der heißen Quellen entstand hier angeblich vor 3.000 Jahren Japans ältestes Thermalbad. 

## Geschichte
Das Hauptgebäude von Dōgo Onsen ist das historische Badehaus Dōgo-Onsen Honkan, es gehört als Denkmal zu den wichtigen Kulturgütern Japans. Seit 2007 ist Dōgo Onsen von der Präfektur als regionale Marke anerkannt. Dōgo Onsen gilt neben Arima Onsen und Shirahama Onsen als einer der ältesten Badeorte Japans. In der japanischen Gedichtanthologie Man’yōshū (jap.萬葉集) wird der Ort auf das mythologische Zeitalter der Götter zurückdatiert. Das Gebäude ist ein dreistöckiger Holzbau, der der Öffentlichkeit frei zugänglich ist. Jährlich besuchen etwa 800.000 Gäste das Bad. Seit Januar 2019 ist das Bad stellenweise geschlossen, da die nächsten sieben Jahre Renovierungsarbeiten an verschiedenen Einrichtungen vorgenommen werden.

## Quellwasser
Dem Quellwasser werden positive Effekte in Bezug auf Körper und Gesundheit nachgesagt. Das Wasser soll sich u. a. positiv auf Arthritis auswirken und die Haut pflegen.